# Velká Hleďsebe
Velká Hleďsebe (Duits: Groß Sichdichfür) is een gemeente in de Tsjechische regio Karlsbad. De gemeente ligt op 561 meter hoogte, direct ten westen van Mariënbad (Mariánské Lázně). Het ligt aan de zuidkant van het berggebied Slavkovský les. Naast het dorp Velká Hleďsebe zelf liggen ook de dorpen Malá Hleďsebe en Klimentov in de gemeente.

## Geschiedenis
De eerste schriftelijke vermelding van het dorp stamt uit 1587, maar waarschijnlijk is het al veel ouder.
Tot 1870 werd Velká Hleďsebe ook Dolejší Hleďsebe (Duits: Unter Siehdichfür) genoemd. De Duitse naam veranderde in 1916 van Siedichfür in Sichdichfür.
Tot 1906 had het dorp geen kerk en was het aangewezen op de kerk van Trstěnice. Met de bouw van de Neoromaanse St. Annakerk werd in 1901 begonnen. Tien jaar later was de bouw klaar. In 1906 was de begraafplaats opgericht.

Aš · 
Cheb · 
Dolní Žandov · 
Drmoul · 
Františkovy Lázně · 
Hazlov · 
Hranice · 
Krásná · 
Křižovatka · 
Lázně Kynžvart · 
Libá · 
Lipová · 
Luby · 
Mariënbad (Mariánské Lázně) · 
Milhostov · 
Milíkov · 
Mnichov · 
Nebanice · 
Nový Kostel · 
Odrava · 
Okrouhlá · 
Ovesné Kladruby · 
Plesná · 
Podhradí · 
Pomezí nad Ohří · 
Poustka · 
Prameny · 
Skalná · 
Stará Voda · 
Teplá · 
Trstěnice · 
Třebeň · 
Tři Sekery · 
Tuřany · 
Valy · 
Velká Hleďsebe · 
Velký Luh · 
Vlkovice · 
Vojtanov · 
Zádub-Závišín